# 한석리
한석리(韓奭履, 1969년 ~ )은 대한민국의 제28대 울산지방검찰청 검사장이다.

## 학력
- 1987년 제천고등학교 졸업
- 1995년 한양대학교 법학과 학사

## 경력
- 1996 제38회 사법시험 합격
- 1999 제28기 사법연수원
- 1999 부산지방검찰청 검사
- 2001 춘천지방검찰청 영월지청 검사
- 2002 인천지방검찰청 검사
- 2004 서울북부지방검찰청 검사
- 2007 법무부 법무심의관실 검사
- 2009 청주지방검찰청 검사
- 2011.9~2012.7 서울중앙지방검찰청 부부장검사
- 2012.7~2014.1 춘천지방검찰청 원주지청 부장검사
- 2014.1~2015.2 제52대 대구지방검찰청 안동지청 지청장
- 2015.2~2016.1 대검찰청 공판송무과 과장
- 2016.1~2017.8 대검찰청 형사1과 과장
- 2017.8~2018.7 서울중앙지방검찰청 형사4부 부장검사
- 2018.7~2019.8 제52대 춘천지방검찰청 강릉지청 지청장
- 2019.8~2020.2 서울중앙지방검찰청 제4차장검사
- 2020.2~2021.7 제15대 대구지방검찰청 서부지청 지청장
- 2021.7~2022.5 법무연수원 총괄교수
- 2022.5~2023.9 서울서부지방검찰청 검사장
- 2023.9~2024.5 울산지방검찰청 검사장
- 2024.5 의원면직
- 2024.7~ 법무법인 인성 대표변호사